# 將軍底頭
《將軍底頭》是施蟄存所著的一本中篇小說，發表于1932年。

## 內容
小說講述吐蕃血統的唐朝將領「花驚定」將軍奉君命征討吐蕃。這位威名遠震的花將軍，年輕英俊，勇猛剽悍。他在平叛逆賊段子障的戰鬥中榮立了膾炙人口的功勳，獲得了人們的崇拜與讚美。具有雙重國籍的花將軍，此次受命征伐吐蕃，憂心忡忡，思慮萬千。他一邊回憶祖父的教誨，一邊對將要攻殺自己向同胞感到極度的痛苦。到達邊境後，他下令暫不出擊。但他的唐朝部下們卻希望盡快投入戰場，以便擄掠金錢和美女。
部隊發生騷動，一武士調戲民女，被花將軍嚴懲斬殺，其他士卒更為不滿，怨聲四起。此時，花將軍愛上了那位被解救的少女，紀律與性愛的衝突激化，使他內心極其矛盾。吐善軍隊開始進攻邊關，他下令攻擊。他忽而沉著冷靜，驍勇機智，拼搏廝殺，忽而又“迷憫於愛戀”，“忘記了從前武功的名譽，忘記了自己的紀律，甚至忘記了現在正在戰爭”。為了那個鍾情的民女，他變得那麼自私，甚至對少女哥哥的戰死也穿自慶幸。
在與敵將的交戰中，花將軍的頭被敵將砍去，而他策馬奔回營地，提著敵將首級去見那個美麗而又溫雅的少女時，無頭的花將軍卻遭到他心愛的少女的嘲笑。花將軍跌下馬來，僕地身亡。這時候，將軍手裡吐蕃人的頭露出笑容，倒在地上的吐蕃人手裡提著將軍的頭，卻流著眼淚。 

## 分析
作者在這篇歷史題材的小說中，有意識地運用了弗洛伊德的精神分析法，通過錯綜複雜的矛盾衝突和細緻入微的心理描寫，表現對種族的信義與性慾的矛盾，直接揭示人物心靈深處的波瀾與奧秘。此外，新穎奇特的結局，同樣引人入勝。神話式的傳奇手法，避免了簡單枯燥的說教，使作品蘊含著深刻的情趣。